# Wieża widokowa i schronisko na Borówkowej

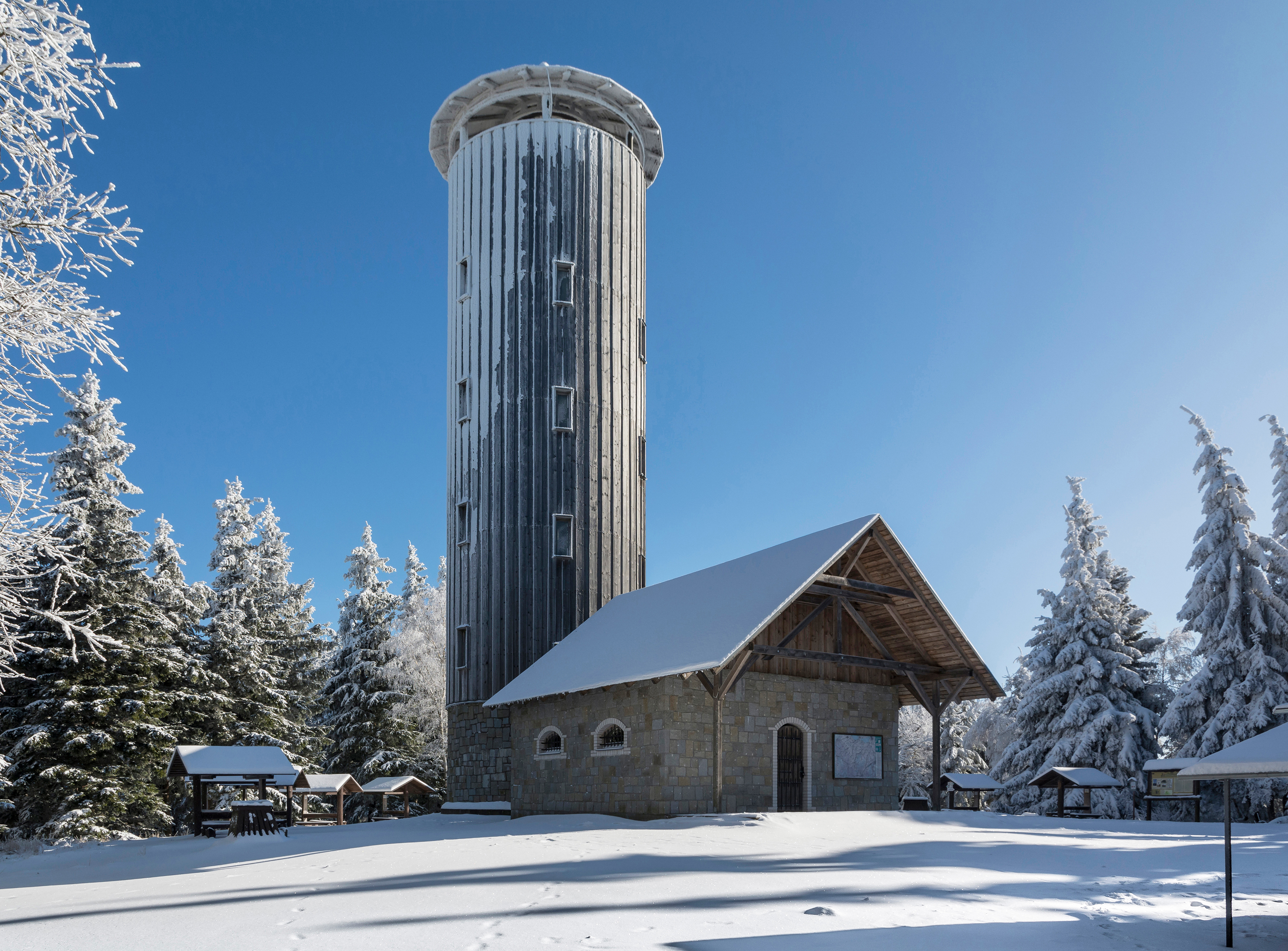
Widok od północnego zachodu

Wieża widokowa i schronisko na Borówkowej (900 m n.p.m., niem. Heidelkoppe, Heidelberg, czes. Borůvková) – współczesna wieża widokowa, znajdująca się po czeskiej stronie granicznego szczytu Borówkowa w Górach Złotych.
Pierwsze obiekty turystyczne zaczęły się pojawiać w tym miejscu w II połowie XIX wieku. W lecie 1870 wybudowano na Borówkowej pomost przypominający wieżę, który ułatwiał turystom oglądanie panoramy ze szczytu. Inicjatorem był zapewne zarząd uzdrowiska w Lądku-Zdroju. Budowla przestała istnieć w latach 1878–1882.

Nową wieżę widokową wzniosła w 1889 r. sekcja lądecka Kłodzkiego Towarzystwa Górskiego (GGV) z pomocą miasta Lądka. Budowla miała 17 m wysokości. Oficjalne otwarcie nastąpiło dopiero 2 sierpnia 1890 r. U stóp wieży znajdowała się wiata dla turystów, w której mogli schronić się przed deszczem. Druga wieża na Borówkowej istniała jedynie 11 lat. W dniu 16 sierpnia 1900 r. dwie uczestniczki wycieczki z Javorníka miały wypadek. Gdy wchodziły, złamał się pod nimi stopień i turystki spadły. Odszkodowanie, które musiano wypłacić turystkom, niemaże zrujnowało lądecką sekcję GGV. Naprawa budowli nie była możliwa, bo drewno było spróchniałe, dlatego postanowiono zburzyć wieżę. Zanim do tego przystąpiono, 16 września 1900 r. konstrukcja sama się zawaliła.
Trzecią wieżę wybudowano po 8 latach. Otwarcie nastąpiło 30 sierpnia 1908 r. o 4. po południu. Mimo fatalnej pogody byli obecni książę Fryderyk Wilhelm, przyszły starosta ząbkowicki (syn księcia Albrechta), prezes sekcji lądeckiej GGV Seibt, prezes Zarządu Głównego GGV Felix Burczek, przedstawiciele sekcji Kłodzko i Wrocław GGV i Morawsko-Śląskiego Sudeckiego Towarzystwa Górskiego (MSSGV) z Javorníka. W przemówieniu książę wspomniał swój pobyt na Borówkowej przed ponad 20 laty. Trójkondygnacyjna wieża na Borówkowej zaprojektowana przez Aloisa Uttnera z Javorníka miała 21 m wysokości, na najwyższy taras widokowy położony na wysokości 15 m prowadziło 97 stopni. W latach 1910–1911 wybudowano obok wieży niewielki schron, w którym oferowano turystom skromne posiłki. W 1922 r. i ta wieża zawaliła się.
W 1929 r. sekcja Javorník MSSGV rozpoczęła budowę schroniska Heidelkoppebaude według projektu opracowanego przez inżyniera Herberta Uttnera (syna Aloisa). Otwarcie schroniska na Borówkowej nastąpiło 29 maja 1930 r. Pierwszym dzierżawcą został emerytowany nauczyciel Rudolf Moche. Częstym gościem na Borówkowej był pisarz i poeta Paul Keller. W celu upamiętnienia jego wizyt 12 czerwca 1932 r. powstał w schronisku Paul Keller Ecke – kącik Paula Kellera utworzony przez Mochego. Ponadto w 1935 r. po śląskiej stronie zarząd lasów z Lądka-Zdroju wybudował pod szczytem, powyżej Białej Studni schron turystyczny. Nazwany został Belvedere i w krótkim czasie opiekę nad nim przejęło GGV. Schronisko na Borówkowej było czynne do 1941 r.
Po II wojnie światowej schronisko nie zostało uruchomione i ulegało dewastacji. Zburzono je w latach 1955–1964. Ruch turystyczny zamarł niemal całkowicie. Wsie wokół szczytu (m.in. Wrzosówka po polskiej stronie) prawie wszystkie wyludniły się i zniknęły. Teren pozostał odludny do dziś.
W 2006 r. miasto Javorník w imponującym tempie wybudowało na Borówkowej wieżę widokową według projektu inżyniera Lubomíra Řezníčka. Fundusze na inwestycję pozyskano ze środków unijnych z programu na rozwój pogranicza polsko-czeskiego Interreg III A. Budowla ma 25,4 m wysokości, a punkt widokowy znajduje się 1,4 m niżej. Konstrukcja jest stalowa, z zewnątrz deskowana. Przypomina wielki walec nakryty stożkowatym daszkiem. Uroczyste otwarcie nastąpiło 7 października 2006 r. o godzinie 11.00. Wokół wieży powstały inne obiekty turystyczne – zadaszony i zamykany domek wraz z punktem gastronomicznym, wiaty turystyczne, ławki, stoły oraz dwujęzyczne tablice informacyjne z historią szczytu.